# Опасные тропы
«Опа́сные тро́пы» — приключенческий фильм режиссёров Александра Алексеева и Евгения Алексеева. Вышел на экраны 3 февраля 1955 года, лидер проката (9 место) — 29,25 млн зрителей.

## Сюжет
В уссурийскую тайгу, где свирепствует инфекционная болезнь, забрасывают диверсанта, чтобы тот помешал советским микробиологам, руководимыми профессором Помазовым, провести исследования причин эпидемии, тем самым предотвратить крупное промышленное строительство. Молодой специалист Василий Жолудев разоблачает врага и принуждает его бежать в тайгу… Научная экспедиция Помазова успешно завершает работу.

## В ролях
- Никифор Колофидин — Максим Иванович Жолудев
- Татьяна Мухина — Ульяна Жолудева
- Владимир Дружников — Василий Жолудев
- Анатолий Кузнецов — Николай Жолудев
- Владимир Всеволодов — Никита Порфирьевич Помазов
- Лилия Юдина — Галина Сергеевна (в титрах Л. Заева-Юдина)
- Иван Воронов — «Майборода»
- Фёдор Сахиров — проводник Миону
- Роза Макагонова — Люда
- Алексей Добронравов — Геннадий Никифорович Зайцев
- Борис Шухмин — Архип Тарасович, дед-сторож
- Михаил Трояновский — Иннокентий, дед-травник
- Тигр Пурш — Бенгальский тигр

В эпизодах
- Николай Боголюбов — пассажир поезда
- Владимир Емельянов — Кондратий Николаевич
- Михаил Майоров — Иван Силыч Майборода
- Николай Апарин
- Алексей Алексеев — капитан милиции
- А. Олонцев
- В. Тиунова

## Съёмочная группа
- Режиссёры: Александр Алексеев, Евгений Алексеев
- Автор сценария: Георгий Мдивани
- Главный оператор: Борис Волчек
- Художники-постановщики: Абрам Фрейдин, Борис Чеботарёв
- Композитор: Игорь Морозов
- Текст песен Анатолия Софронова
- Звукооператор: Александр Рябов
- Комбинированные съёмки

- операторы: Константин Петриченко, Ванда Алексеева
- художник: Иван Гордиенко

- Ассистенты режиссёра: Фёдор Солуянов, И. Должик
- Ассистент оператора: Соня Хижняк
- Художник-гримёр: М. Чикирев
- Монтажёр: Людмила Печиева
- Научный консультант: профессор Полина Петрищева
- Дрессировщик: Борис Эдер
- Директор: Г. Кузнецов
- Оркестр Главного управления кинематографии
- Дирижёр: Семён Сахаров

## Интересные факты
- Первая роль в кино Анатолия Кузнецова (Николай Жолудев);
- Часть натурных съёмок проходила в районе Боржоми-Бакуриани;
- В некоторых кадрах дрессировщик Б. Эдер дублировал артистов Н. Колофидина, Ф. Сахирова, В. Всеволодова, В. Дружникова; Назарова — актрису Л. Юдину;
- Фильм стал первой крупной режиссёрской работой бывших фронтовых кинооператоров братьев Александра и Евгения Алексеевых. Впоследствии, сняв ещё одну картину, они больше не работали в художественном кинематографе, став режиссёрами дубляжа иностранных фильмов[2].